# Majda Gaspari
Majda Gaspari (prv. Labura), slovenska političarka, * 24. junij 1929, Javornik.
Sodelovala je v narodnoosvobodilni borbi. Leta 1958 je diplomirala na Višji šoli za socialne delavce v Ljubljani. Politično je bila po osvoboditvi najprej aktivna v Skoju in pri SZDL (1958-1963), nato je bila članica Izvršnega sveta Socialistične republike Slovenije (1963-1967) in do 1972 republiška sekretarka za zdravstvo in socialno varstvo, naslednjih 5 let pa sekretarka Skupnosti otroškega varstva Slovenije. Ob koncu svoje politične kariere je bila članica Predsedstva SRS.
Njen sin je ekonomist, finančni strokovnjak, bančnik in politik Mitja Gaspari.